# Monique Éwanjé-Épée
Monique Éwanjé-Épée (nach Heirat Tourret, in zweiter Ehe Lewin; * 11. Juli 1967 in Poitiers) ist eine ehemalige französische Hürdenläuferin, deren Spezialstrecke die 100-Meter-Distanz war.

## Karriere
Bei den Junioreneuropameisterschaften 1985 gewann sie über 100 Meter Hürden und wurde im Siebenkampf Sechste. Fortan konzentrierte sie sich auf den Hürdensprint. Bei den Olympischen Spielen 1988 in Seoul wurde sie in 13,14 s Siebte. Bei den Halleneuropameisterschaften 1989 in Den Haag belegte sie in 8,22 s im 60-Meter-Hürdenlauf den fünften Platz. Ein Jahr später gewann sie bei den Halleneuropameisterschaften in Glasgow in 7,84 s Silber hinter der Russin Ludmila Naroschilenko in 7,72 s. Im Sommer bei den Europameisterschaften in Split siegte sie in 12,79 s vor Gloria Siebert aus der DDR in 12,91 s.
Bei den Hallenweltmeisterschaften 1991 in Sevilla gewann sie in 7,90 s erneut Silber. Auf Naroschilenko hatte sie diesmal nur zwei Hundertstelsekunden Rückstand. Bei den Weltmeisterschaften in Tokio wurde sie in 12,84 s Vierte mit 15 Hundertstelsekunden Rückstand auf Bronze. Im Jahr darauf gewann sie in Genua bei den Halleneuropameisterschaften in Genua in 7,99 s erneut Silber hinter Naroschilenko. Bei den Olympischen Spielen in Barcelona schied sie im Vorlauf aus.
Nach der Geburt ihrer ersten Tochter erreichte sie bei den Hallenweltmeisterschaften 1995 in Barcelona wieder das Finale und wurde in 7,98 s Vierte. Ihre letzte Medaille bei einem Großereignis gewann sie 1996 bei den Halleneuropameisterschaften in Stockholm. In 8,09 s wurde sie Dritte. Bei den Olympischen Spielen in Atlanta erreichte sie das Viertelfinale.
Monique Éwanjé-Épée ist 1,74 m und wog in ihrer aktiven Zeit 65 kg.

## Persönliches
Sie wurde als Tochter eines Kameruners und einer Französin geboren. Ihre ältere Schwester Maryse Éwanjé-Épée war eine erfolgreiche Hochspringerin. 1991 heiratete Monique Éwanjé-Épée den Stabhochspringer Christophe Tourret. 1993 wurde ihre Tochter Marylou und 1997 ihre zweite Tochter Olivia geboren. Heute ist sie mit dem Gospelsänger Frederick Lewin verheiratet, ihr gemeinsamer Sohn Joachim kam 2006 zur Welt.

## Persönliche Bestleistungen
- 60 m Hürden (Halle): 7,82 s, 23. Februar 1991, Paris
- 100 m Hürden: 12,56 s, 29. Juni 1990, Villeneuve-d’Ascq